# دبیرستان بهشت آئین
مدرسه بهشت آیین نخستین دبیرستان دخترانه شهر اصفهان و ایران است که در سال ۱۲۷۹ خورشیدی در زمان حکومت مظفرالدین شاه قاجار توسط مبلغان مذهبی انگلیس در شهر اصفهان در قسمت شمال غربی کالج استیوارت (دبیرستان ادب) تأسیس شد.
در ابتدا این مدرسه با نام دوشیزگان درسال  ۱۲۷۲ یا منیریه دوشیزگان در خیابان عباس‌آباد اصفهان جنب کلیسای حضرت لوقا تأسیس شد. برنامه دروس مدرسه بر اساس مدارس انگلیسی پی‌ریزی شده بود. زبان اول انگلیسی و تمام دروس علمی (جغرافیا، ریاضی، علوم و تاریخ) به این زبان تدریس می‌شد و آموزش کتاب مقدس انجیل جزو برنامه درسی دانش آموزان ارمنی بود. در هفته ۴ ساعت نیز درس فارسی به عنوان زبان دوم تدریس می‌شد.
از بدو تأسیس مدرسه تا سال ۱۳۰۶ مدیران و معلمان مدرسه انگلیسی بودند اما دراین سال خانم جوانی به نام خانم میس   نوراتث  آیدین که مادرش ایرلندی و پدرش ایرانی-ارمنی و معلم  بود مدیر مدرسه شد. وی قبلاً به مدت دو سال در مدرسه میسیونری کرمان مشغول کار بود. به علت آشنایی میس آیدین با فرهنگ ایرانی و غربی و تسلط به زبان انگلیسی در توسعه مدرسه مؤثر واقع شد و پس از مدت کوتاهی به مدیریت مدرسه منیریه  دوشیزگان  برگزیده شد. وی در سال ۱۳۰۷ خورشیدی موفق می‌شود زمین وسیعی (برای احداث مدرسه دوشیزگان قسمتی از باغی به وسعت تقریبی ۲۰ جریب از شمال مدرسه اسقفی یا کالج انگلیس‌ها (دبیرستان ادب فعلی (کالج صد جریبی ادب )) فراهم و مجزا نمودند. با همت اسقف چارلز هاروی استیلمن فرستاده ای  از کلیسای کانتربوری انگلستان ،ساختمانی به مساحت دو هزار متر مربع در دو طبقه ساخته و مدرسه را در سال ۱۳۱۱ به این محل منتقل شد  و آن را به صورت یک مجتمع از کودکستان تا دوره دوم دبیرستان اداره کند. در سال ۱۳۱۴ اصفهان فقط دارای دو مدرسه کامل دختران بود. یکی دانشسرای مقدماتی و دیگری همین استیلمن مموریال کالج بود.رضا شاه در پی اصلاحات نظام آموزشی در سال ۱۳۱۲ نام استیلمن مموریال کالج دختران اصفهان  که قبل‌تر منیریه دوشیزگان هم نامیده میشد بخاطر مجاورت با باغ هشت بهشت به نام زیبای  بهشت آیین تغییر داد و کالج اصفهان یا استیورت مموریال کالج را نیز به دبیرستان ادب تغییر نام داد البته در شهرهای دیگر نیز همین رویه را در مورد مدارس خارجی را اعمال کرد .
در خیابان شمس‌آبادی و عباس‌آباد کنار بیمارستان انگلیسها یا عیسی بن مریم مکان قبلی منیریه دوشیزگان (بهشت آیین) بوده است البته این مدرسه باتوجه به نیاز به فضای بزرگتر به باغ وزیرزاده در خیابان شیخ‌بهایی و مدتی نیز در کوچه کازرونی به فعالیت خود ادامه داد که معلمانش انگلیسی و اغلب دانش‌آموزان آن نیز مسیحی بودند که نهایتاً به محل فعلی بنیان گذاشته منتقل شد.
دبیرستان دارای سیکل یک بود و در همین سال کلاس چهارم با ۱۳ نفر دانش آموز آغاز به کارکرد و سال بعد کلاس پنجم متوسطه تأسیس شد و سیکل دو دبیرستان دخترانه بهشت آیین در سال ۱۳۱۲ طی مراسمی افتتاح گردید. به علت قرار گرفتن این مدرسه در مکانی تاریخی مربوط به عهد صفویه پس از بررسی و تحقیق، نام زیبای  بهشت آیین براین مدرسه نهاده  شد.
خانم میس آیدین تا سال ۱۳۳۱ به مدت24سال  مدرسه بهشت آیین را با کفایت اداره می‌کرد تا اینکه در این سال آقای تدین به جای او برگزیده شد. در آبان ۱۳۷۹ آیین نکوداشت این مدرسه برگزار و یادنامه یکصدمین سال تأسیس آن منتشر شد. اینک این دبیرستان ماندگارترین دبیرستان دخترانه تاریخ ایران است 
قسمتی از باغهای  اسقفی که توسط  اسقف استیلمن در شرق دبیرستان  بود در سالهای بعد به دانشگاه اصفهان داده شد که بعدتر دانشگاه اصفهان آنرا به مخابرات واگذار کرد  
در دهه شصت مخابرات برای توسعه مخابرات به زور متوسل شد و قسمت دیگری از این دبیرستان دوره قاجار را  قصد تصرف داشت و موافقت های وزارتی را نیز کسب کرده بود و دبیرستان بهشت آئین در مرحله ای دیگر برای از دست دادن اراضی مدرسه قرار گرفت که  ملایی مدیر ناحیه ۲ آموزش و پرورش فقط توانست نظر مخابرات را برای پرداخت مبلغی جهت بازسازی مدرسه به ازای این واگذاری اجباری ترقیب کند و مخابرات پرداخت را انجام داد  که متاسفانه مبلغ دریافتی بلای جان این دبیرستان تاریخی شد و بجای مرمت به سبک معماری اولیه و حفظ ابنیه زیبا و سر سبز ،با بی درایتی با بیل مکانیکی تخریب شد و همچون دبیرستان ادب و صارمیه تمام گچ بری ها ستون‌ها و پنجره ها و سقفهای منقش و مشبک آن به آوار تبدیل شد و یک اثر دیگر با بی درایتی اداره کل آموزش و پرورش در حفظ این مدارس تاریخی از میان رفته ولی آنچه از بهشت آئین بجا مانده عکسهایی است که خاطره ساز است .  
دختران زیبا روی و موقری از این دبیرستان ماندگار فارغ التحصیل شده اند که مهمترین و معروفترین شخصیت  در این دبیرستان بی شک ثریا اسفندیاری همسر  محمدرضا پهلوی  شاه ایران می‌باشد و البته بسیاری از پزشکان و مفاخر و اساتید و مادران ایرانی فارغ التحصیل این دبیرستان در جهان  هستند ولی بخاطر بعضی مسایل حاشیه ای فحاشان و بددلان و بدگویان و بدچشمان سنتی از ذکر نام محل تحصیل در دبیرستان رودابه ،منیژه و بهشت آیین وآذر و... در زمان پهلوی را بیان نمی‌کنند چون افراد مخالف تحصیل دختران و تفکرات خشک مذهبی دختران موقر و شهیر و فاخر را این دبیرستانها را مورد افترا قرار میدادند و این درحالی است که بهشت آیین و مدرسه ژاندارک در تهران دو مدرسه ای هستند که در جهان شهره هستند  
به هر حال در شرایطی زنگ مدرسهٔ ناموس و ژاندارک در تهران  و بهشت آیین و ....زده میشد که مثلا  شیخ فضل‌الله نوری زمانی فتوا داده بود که «تأسیس مدارس دختران مخالف با شرع اسلام است».؟؟!!
خانم مری ایزاک، یکی دیگر از دبیران مدرسه بهشت‌آیین در آن زمان بود که تأثیر فراوانی بر روی دانش آموزان مدرسه داشته و از او به‌عنوان نخستین بانوی دوچرخه‌سوار اصفهان یاد می‌شود. او به دختران دوچرخه‌سواری و خودکفایی را آموزش میداد
مری ایزاک از دانشگاه کمبریج فارغ‌التحصیل شده و مدتی رئیس مرکز شبانه‌روزی اقامتگاه بهشت‌آیین بود. او خود نیز اقدام به تأسیس مدرسه رحمت (رحمت آیین ) کرد و مدت‌زمانی نیز به‌عنوان مدرس در مدرسه شاهدخت آذر سابق و فردوس فعلی که اکنون جای خودش را به مدرسه گلبان داده است، تدریس می‌کرد.

## تاریخ شفاهی دبیرستان بهشت آیین
بنا به روایات متعددی از تاریخشناسان دبیرستان بهشت آیین همان مدرسه ایست که همسر عایجناب دکتر بروس (امیلی بروس ) در محله جلفا تحت عنوان مدرسه دخترانه اداره میشد که بعدا با جابجایی به خ شیخ بهایی و طالقانی و عباس آباد و تغییر نام به منیریه دوشیزگان تبدیل شد که اسقف  استیلمن با احداث در محل فعلی و ساخت کودکستان و دانشسرا در محل فعلی و تجهیز کارگاه های مختلف اداره آنرا به میس آیدین سپردند و آیدین نیز عمارت شبانه روزی را چون کالج ادب عملیاتی و بنا کرد و اگر این روایت صحیح باشد و همسر دکتر بروس که با همسرش به ایران آمدند تاریخ احداث اولین هنرستان و مدرسه از محله جلفا تا محل فعلی همزمانی تاریخ با کالج ادب را محقق میکند 
هرچند تاریخ دچار فراموشی میشود اما غالبا مردان در احقاق حقوق خود به واسطه جنسیت پیشرو تر هستند و حتی در حفظ تاریخ دبیرستانهای و دانشگاههای کشور و مدارس کوشاتر و پویاتر هستند 
مثلا مدارس متعدد دختران در اصفهان توسط مدیران مرد در آموزش وپرورش تغییر نام داده شد و اثر از آثار آنها یافت نمیشود و حتی زنان و دختران آن مدارس خاطرات نوستالیژی خودرا حتی منتشر و به اشتراک نمیگذارند و این خود باز به نگاه زورگویانه مردانه و غلبه به زنان است 
اما زنان قدیمی که پسران درس خوانده دانشگاه رفته داشتند برای پسرانشان در دبیرستانهای بهشت آیین و فردوس ،منیژه و... دنبال دختران زیباروی محصل در این دبیرستان ها مراجعه میکردند که حتی بعضی این دخترکان زیباروی به محض ازدواج از تحصیل محروم میشدند یا باید آنرا مخفی میکردند که دردسرهایی را نیز برای مدیر مدرسه فراهم میکرد  
و این را هم باید گفت محمد رضا پهلوی زمانی که با فرح پهلوی برای بازدید از اصفهان به مدرسه رودابه واقع در شیخ بهایی (شهدای محراب امروزی )مراجعت کرده با توجه به اینکه ثریا در مدرسه بهشت آیین فارغ التحصیل شده بود و علاقه خودرا نمیتوانسته به ثریا پنهان کند دبیرستان بهشت آیین را نمونه و الگو سایر مدارس کشور عنوان کرده و بهشت آیین را میستوده است 

## مدیران بهشت آیین
خانم میس نوارتث آیدین، خانم ملوک ربانی 